# Agosto Lilás

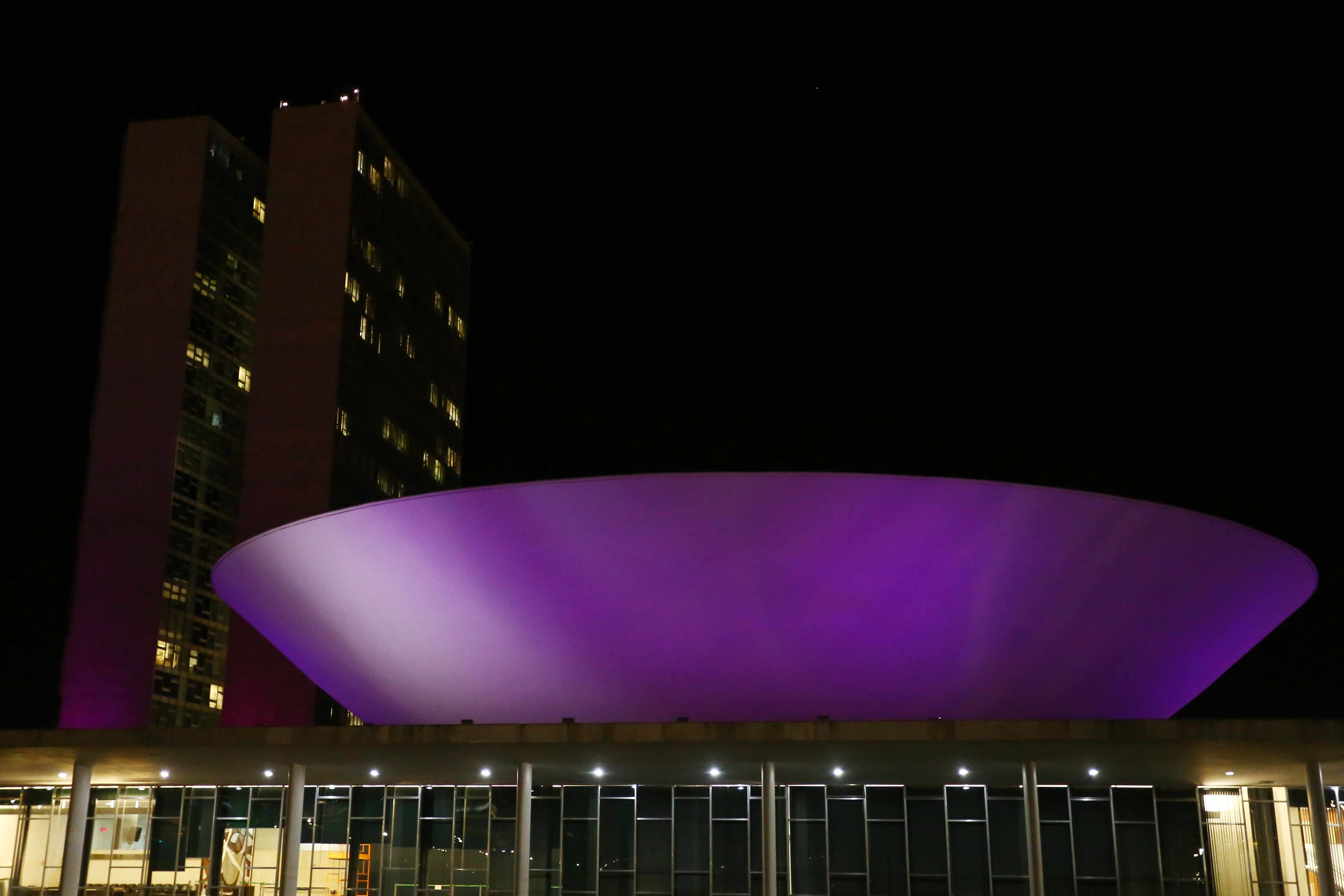
Congresso ilumindado com a cor lilás, em 12 de agosto de 2021

O Agosto Lilás é uma campanha de conscientização brasileira que visa ao fim da violência contra a mulher. Embora tenha sido institucionalizada em setembro de 2022, a campanha já ocorreu em anos anteriores, de modo mais localizado.
A escolha do mês de agosto foi em referência ao aniversário da Lei Maria da Penha (Lei 11.340), sancionada em agosto de 2006, que teve por base o caso da mulher cujo marido tentou matá-la duas vezes. 
O Agosto Lilás destaca a importância de abordar os altos índices de feminicídio e estupro no Brasil e ressalta que apenas leis não são suficientes para mudar a cultura, sendo necessárias políticas públicas e educação para promover a igualdade e combater o machismo. De igual modo, Maria da Penha acredita que só a educação pode trazer mudança cultural.